# 2011 en Nouvelle-Zélande
2008 en Nouvelle-Zélande - 2009 en Nouvelle-Zélande - 2010 en Nouvelle-Zélande - 2011 en Nouvelle-Zélande - 2012 en Nouvelle-Zélande
 2008 par pays en Océanie - 2009 par pays en Océanie - 2010 par pays en Océanie - 2011 par pays en Océanie - 2012 par pays en Océanie -

## Chronologie

Régions de Nouvelle-Zélande

### Janvier
- David Ferrer remporte l'Open d'Auckland 2011 en simple, Marcel Granollers et Tommy Robredo remporte en double pour les femmes c'est Gréta Arn remporte le Tournoi de tennis d'Auckland (WTA 2011) et le double par Květa Peschke et Katarina Srebotnik.

- Vendredi 21 janvier 2010 : 24 baleines pilotes s'échouent dans une baie reculée, prises au piège de la boue et de la mangrove près du port de Parengarenga, à 320 km au nord-ouest d'Auckland. 10 d'entre elles étaient en trop mauvais état et ont dû être abattues par les agents du service de l'Environnement pour abréger leur souffrance[1].

### Février
- Mardi 22 février 2011 : Un séisme de magnitude 6,3 a de nouveau frappé la région de Christchurch (340 000 h) et a été suivi de plusieurs répliques. Au moins 75 personnes ont trouvé la mort et au moins 300 autres sont portées disparues. De nombreux immeubles, déjà fragilisés par le séisme de septembre 2010 ont été touchés. Quelque 100 000 habitations ont été touchés à des niveaux divers[2]. Le séisme s'est produit à 5 km de Christchurch et à 4 km de profondeur, ce qui l'a rendu d'autant plus dévastateur.

- Mercredi 23 février 2011 : Le coût du séisme de la veille est estimé entre 5 et 11,5 milliards de dollars néo-zélandais (entre 2,73 et 6,3 milliards d'euros) par un spécialiste de l'assurance. Mais le montant estimé ne comprend pas les dommages aux bâtiments non assurés, aux voitures, aux terrains et aux infrastructures dont la remise en état est estimée à 4 milliards de dollars néo-zélandais (2,27 milliards d'euros). Les routes et les ponts ont été endommagés par le phénomène de liquéfaction, qui se produit lors des tremblements de terre et qui réduit à l'état liquide certains sols, provoquant l'effondrement des bâtiments. D'autre part le séisme a  détaché 30 millions de tonnes de glace du plus grand glacier du pays.

- Vendredi 25 février 2011 : Le bilan du séisme de Christchurch atteint 113 morts et 228 disparus, selon le dernier bilan. La police s'est dite « écœurée » par les actes de pillage constatés à Christchurch et par les courriers électroniques frauduleux appelant à la charité.

- Lundi 28 février 2011 : Le bilan du séisme de Christchurch est révisé à 147 morts et 93 disparus.

### Mars
- Mardi 1er mars 2011 : Les secouristes, qui fouillent les ruines de la cathédrale de Christchurch, ont trouvé au pied de la statue fracassée du fondateur de la ville, tombée pendant le séisme, une bouteille de verre renfermant un parchemin vieux de plus d'un siècle et un tube en acier. Robert Godley, un Irlandais a fondé la ville au milieu du XIXe siècle. Le papier sera déroulé par des experts et examiné dans une pièce à l'humidité contrôlée, de même, le tube en acier ne sera ouvert qu'en milieu protégé.].

- Mercredi 2 mars 2011 : Le premier ministre, John Key confie que la Nouvelle-Zélande est à la recherche de navires de croisière pour loger les supporters, pendant la Coupe du monde 2011 de rugby  du 9 septembre au 23 octobre, en particulier dans la ville de Christchurch, dévastée par un séisme de magnitude 6,3 le 22 février dernier.

### Septembre
- Vendredi 9 septembre 2011 : Début de la Coupe du monde de rugby à XV 2011 en Nouvelle-Zélande. Parmi les pays océaniens, outre le pays hôte, l'Australie, les Fidji, les Samoa et les Tonga sont qualifiés. En amont de la compétition, les Fidji protestent contre le refus des autorités néo-zélandaises d'accorder un visa aux joueurs ayant des liens de parenté avec des membres des forces armées fidjiennes, le pays étant sous régime militaire[3],[4].

### Novembre
- Samedi 26 novembre 2011 : Élections législatives prévues, couplées à un référendum sur le système électoral.